# Huernia formosa
Huernia formosa är en oleanderväxtart som beskrevs av Leslie Charles Leach. Huernia formosa ingår i släktet Huernia och familjen oleanderväxter. Inga underarter finns listade i Catalogue of Life.